# 阿尔特莱
阿尔特莱是德国莱茵兰-普法尔茨州的一个市镇。总面积5.75平方公里，总人口475人，其中男性253人，女性222人（2011年12月31日），人口密度83人/平方公里。